# Weidatalbrücke
Die Weidatalbrücke ist eine 453 m lange Balkenbrücke mit zwei Spannbetonüberbauten bei Esperstedt in Sachsen-Anhalt.
Die Brücke liegt im Zuge der A 38 zwischen den Anschlussstellen Querfurt und Schafstädt und überspannt bei Esperstedt das Weidatal, welches teilweise unter Naturschutz steht. Gebaut wurde die Brücke mit zwei getrennten Überbauten in den Jahren 2004 bis 2007 mit Baukosten von ungefähr 16,8 Millionen Euro.

## Überbauten

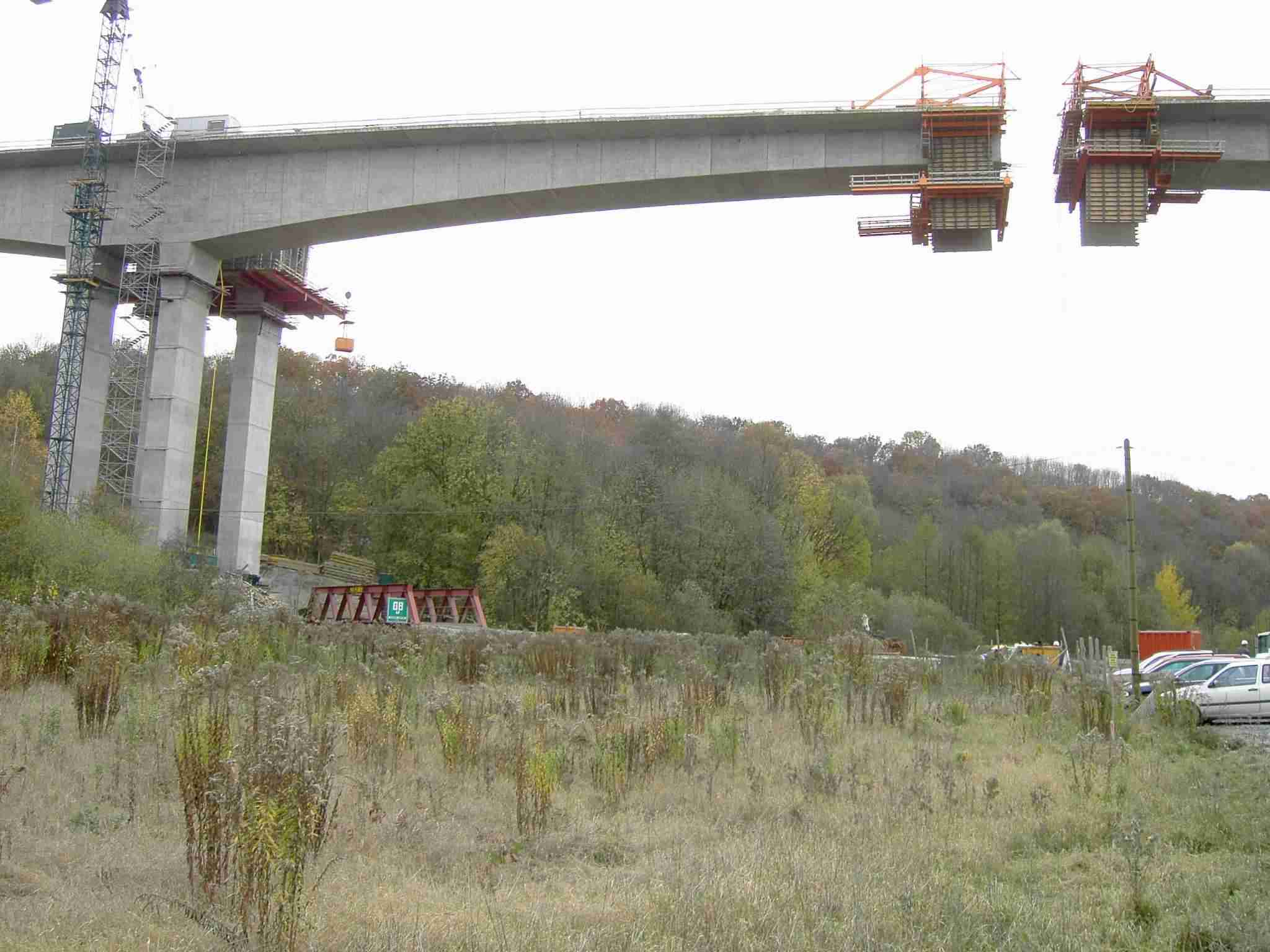
Vorbauwagen

Die Überbauten sind einzellige Hohlkästen aus Spannbeton, im Bereich der Hauptöffnungen gevoutet. In zwei Pfeilerachsen sind diese monolithisch mit Doppelpfeilerscheiben verbunden. Somit ist eine Rahmenkonstruktion vorhanden, welche die Brücke stabilisiert. Lager sind an den Brückenwiderlagern und den übrigen beiden Brückenpfeilern mit Kopfriegeln vorhanden. Die Stützweiten betragen 40 m + 54 m + 82 m + 11 m + 158 m + 11 m + 97 m.
Die Konstruktionshöhe der Hohlkästen ist in Feldmitte der Hauptöffnung 3,5 m und wächst bis zu den Stützungen an den Pfeilergabeln auf 9,0 m an. Die beiden Überbauten sind jeweils ungefähr 14,5 m breit und haben eine interne und externe Vorspannung.

## Unterbauten
Ein Widerlager ist flach gegründet, das andere Widerlager sowie alle Pfeiler haben eine Pfahlgründung. Die Pfähle besitzen einen Durchmesser von 1,30 m. Eine Doppelpfeilerachse ist aufgrund eines Rutschhanges auf einem überschnittenen Bohrpfahlkasten mit Großbohrpfählen mit 150 cm Durchmesser gegründet.
Die Pfeiler haben eine maximale Höhe von 30 m bis Unterkante des Überbaus.

## Ausführung

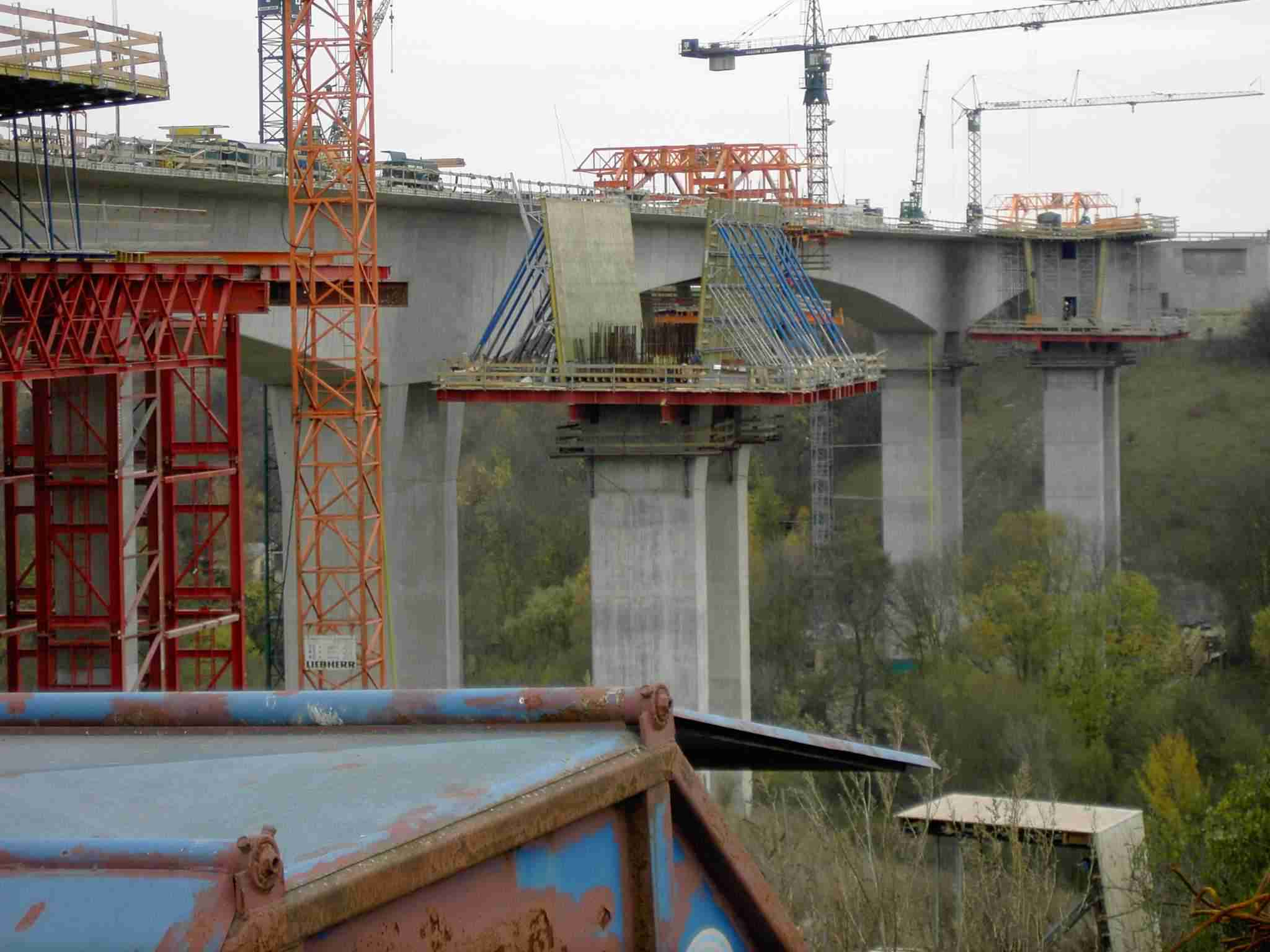
Längsansicht

Die Brücke wurde in der Hauptöffnung und den beiden Seitenöffnungen von beiden Hauptpfeilern gleichzeitig als Waagebalken im Freivorbau hergestellt, die beiden kurzen Randfelder sowie ein Abschnitt der größeren Seitenöffnung wurde auf Lehrgerüsten geschalt und betoniert. Der Entwurf stammte vom Ingenieurbüro Schmitt, Stumpf, Frühauf und Partner, NL Berlin, die Ausführungsplanung wurde vom Ingenieurbüro Kinkel und Partner aus Neu-Isenburg durchgeführt.